# 贝肯熊2：金牌特工
《贝肯熊2：金牌特工》是一部中国动画电影。导演张扬，由霍尔果斯众合千澄影业有限公司发行。

## 剧情
梦想成为独当一面的特工北极熊贝肯，在特工局由于不放心其执行任务的情况下，为了证明自己的能力贸然行动而失去了宝贵的芯片。变成普通北极熊的它却阴差阳错的遇上了粉丝小海豹，无奈的它只好带着粉丝前往寻找芯片的冒险之旅。途中遇到重重险阻，但历经诸多磨难后，贝肯熊终于找到了自己与生俱来的力量，领悟到了特工的真谛。